# 德奥波拉
德奥波拉（Deapara）是孟加拉国庫爾納專區杰索尔县阿巴伊纳格尔乌帕齐拉的一个村庄。